# Église Saint-Martin de Roubaix
L'église Saint-Martin est une église catholique située à Roubaix, en France. Elle est dédiée à saint Martin, apôtre des Gaules.

## Localisation
L'église est située dans le département français du Nord, sur la commune de Roubaix.

## Historique
Si la légende fait remonter les origines de l'église au IXe siècle, sa présence est attestée en 1169. Mais il ne reste rien du bâtiment roman originel. L'église actuelle fait suite à un édifice gothique à trois nefs bâti au XVe siècle, profondément remanié au milieu du XIXe siècle par l'architecte Charles Leroy. De l'édifice du XVe siècle, il ne reste ainsi que la tour de façade, laissée inachevée en 1571, et quelques colonnes de la nef. Les travaux de reconstruction entrepris par Charles Leroy s'étendent de 1848 jusqu'en 1859. Deux nefs sont alors ajoutées ainsi qu'une façade monumentale de style néogothique donnant au sud, sur la place. L'intérieur est également restructuré et le chœur refait.
Un premier chantier de rénovation est mené de 1968 à 1978, qui s'accompagne notamment de la suppression du décor néo-gothique intérieur. Une seconde campagne de rénovation, portant sur l'extérieur, est entreprise en 2002. Elle conduit notamment à la suppression des décors en stuc, laissant la pierre nue.
L'édifice est inscrit au titre des monuments historiques en 2009.
La messe dominicale y est célébrée le dimanche à 10 heures 30 et à 18 heures 30 et des concerts sont donnés de temps à autre. Elle fait partie du doyenné de Roubaix.

## Description

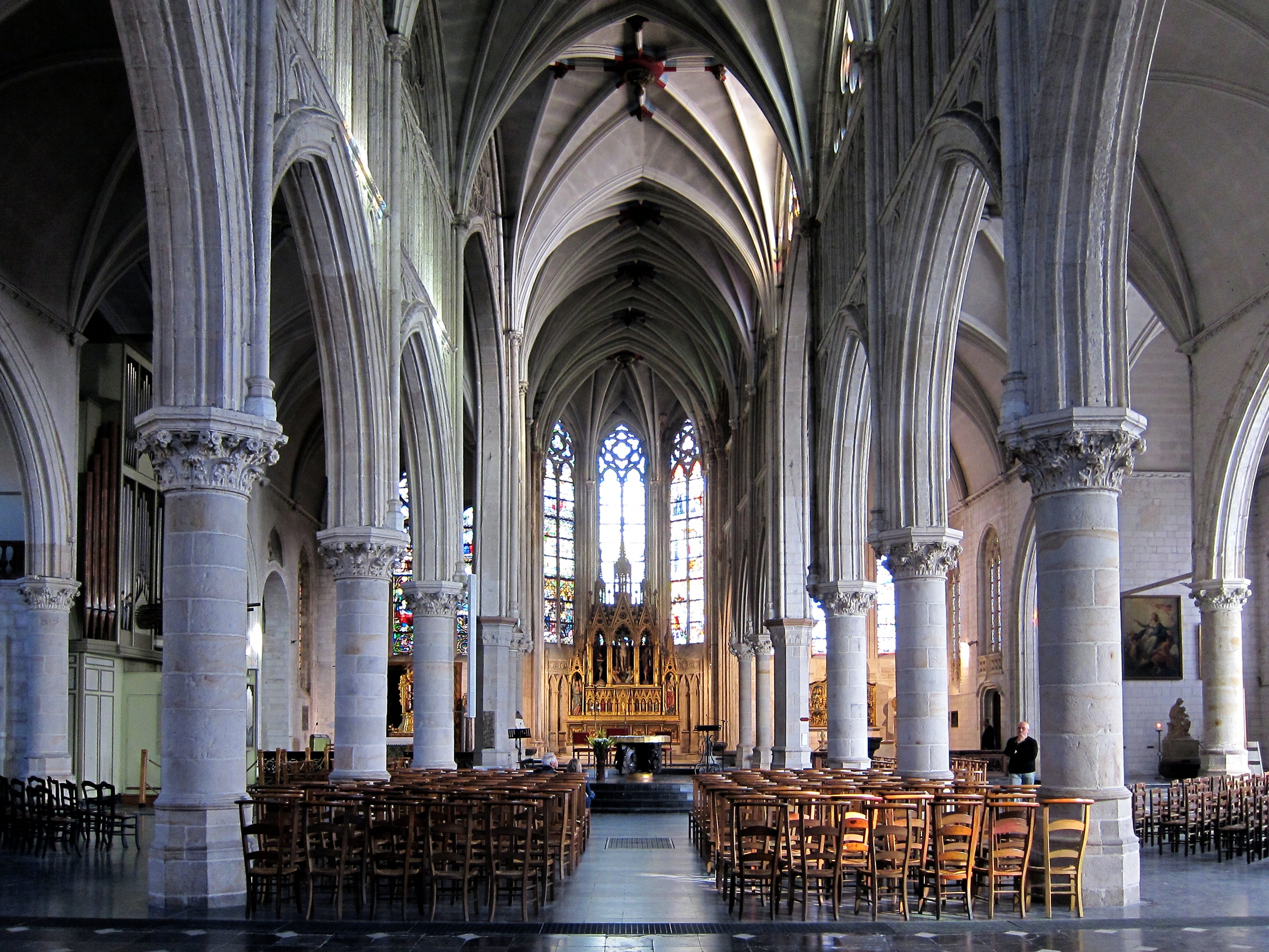
La nef centrale.

La tour de la façade, du XVIe siècle, est entourée de deux portails à décor néo-gothique. De même, la façade sud est dotée d'un portail monumental surmonté de trois clochetons fortement typés, de style néo-gothique.

De forme rectangulaire, assez large, l'intérieur comprend cinq nefs. Le vaisseau central est relativement étroit et l'élévation à trois niveaux comprend un faux triforium.

## Mobilier
L'église renferme plusieurs tableaux, dont une Assomption de la Vierge par Louis Joseph Watteau (1779), une Charité de saint Martin par Victor Mottez (1867-68) et une Descente de croix par André Missant.
Elle contient également un remarquable retable en bois polychrome de la première moitié du XVIe siècle (vers 1540), le retable de saint Jean-Baptiste.
Au fond, à gauche de l'entrée septentrionale, se trouve le cénotaphe en pierre bleue de François, fils de Jacques de Luxembourg, mort en 1472.